# جون لونغ (كرة سلة)
جون لونغ (بالإنجليزية: John Long)‏ مواليد 28 أغسطس 1956 في رومولوس، هو لاعب كرة سلة أمريكي معتزل. بدأ مسيرته الاحترافية في سنة 1978. تم اختياره من قبل فريق ديترويت بيستونز خلال الدرافت. يبلغ طوله 6 قدم 5 بوصة (2.0 م). اعتزل اللعب في 1997. أحرز خلال مسيرته في الإن بي إيه 12131 نقطة بمعدل 13.6 نقطة في المباراة الواحدة.

## المسيرة الاحترافية
لعب مع ديترويت بيستونز من سنة 1978 إلى 1986، ثم لعب مع إنديانا بايسرز من سنة 1986 إلى 1989، ثم لعب مع ديترويت بيستونز في سنة 1989، ثم لعب مع أتلانتا هوكس في موسم 1989–1990، ثم لعب مع ديترويت بيستونز في سنة 1991، ثم لعب مع تورونتو رابتورز في موسم 1996–1997.

## روابط خارجية
- جون لونغ على موقع إن بي أي (الإنجليزية)
- جون لونغ على موقع سبورتس رفرنس (الإنجليزية)
- جون لونغ على موقع كلية كرة السلة في سبورتس رفرنس.كوم (الإنجليزية)
- جون لونغ على موقع ريلجم (الإنجليزية)